# 俺たちのセレブレーション
「俺たちのセレブレーション」（おれたちのセレブレーション）は、ポルノグラフィティの楽曲。同バンド40作目のシングルとして2014年9月3日にSME RecordsからCD盤が発売された。

## 概要
2014年第1弾シングルで、シリーズ3部作「見んさい」「聞きんさい」「歌いんさい」の最初のシリーズとなる。デビュー15周年の記念シングルでもあり、シングルA面曲ではポルノ初となるメンバーによる共同作詞で、1番の歌詞を昭仁が、2番の歌詞を晴一がそれぞれ担当しており、1番では月面着陸が、2番では月に不時着してからのアドベンチャーがテーマとなっている。PVではデビュー15周年にちなんでメンバーが15変化する。

## 収録曲

### Disc 1(CD)
| #  | タイトル                     | 作詞               | 作曲     | 編曲                                    | 時間 |
| -- | ---------------------------- | ------------------ | -------- | --------------------------------------- | ---- |
| 1. | 「俺たちのセレブレーション」 | 岡野昭仁, 新藤晴一 | 岡野昭仁 | 江口亮, Porno Graffitti                 | 4:16 |
| 2. | 「365日」                    | 岡野昭仁           | 岡野昭仁 | 田中ユウスケ, 近藤隆史, Porno Graffitti | 4:11 |
| 3. | 「スロウ・ザ・コイン」       | 新藤晴一           | 新藤晴一 | tasuku, Porno Graffitti                 | 3:38 |

### Disc 2(DVD)
1. 俺たちのセレブレーション [Video Clip]

初回限定版のみ

### 楽曲の収録アルバム
RHINOCEROS (#1)